# UFC Fight Night: Almeida vs. Lewis
UFC Fight Night: Almeida vs. Lewis（ユーエフシー・ファイトナイト：アウメイダ・バーサス・ルイス、別名UFC Fight Night 231、UFC on ESPN+ 89）は、アメリカ合衆国の総合格闘技団体「UFC」の大会の一つ。2023年11月4日、ブラジル・サンパウロ州サンパウロのジナシオ・ド・イビラプエラで開催された。

## 大会概要
本大会はジャイルトン・アウメイダとデリック・ルイスのヘビー級戦が組まれた。

## 試合結果

### プレリミナリーカード
第1試合 ライト級 5分3R
○  マルク・ディアケイジー vs.  カウエ・フェルナンデス ×
3R終了 判定2-1（29-28、28-29、30-27）
第2試合 119.5ポンド契約 5分3R
○  エドゥアルダ・モウラ vs.  モンツェラート・ルイス ×
2R 2:14 TKO（パウンド）
※モウラの体重超過により女子ストロー級から変更。
第3試合 女子ストロー級 5分3R
○  アンジェラ・ヒル vs.  デニーシ・ゴメス ×
3R終了 判定3-0（30-27、29-28、29-28）
第4試合 ライトヘビー級 5分3R
○  ビトー・ペトリーノ vs.  モデスタス・ブカウスカス ×
2R 1:03 KO（左フック）
第5試合 ウェルター級 5分3R
△  リナト・ファクレトディノフ vs.  エリゼウ・ザレスキ・ドス・サントス △
3R終了 判定1-0（29-28、28-28、28-28）

### メインカード
第6試合 165ポンド契約 5分3R
○  エルブス・ブレナー vs.  カイナン・クルシェウスキー ×
1R 4:01 KO（左フック）
第7試合 ミドル級 5分3R
○  カイオ・ボハーリョ vs.  アブス・マゴメドフ ×
3R終了 判定3-0（30-27、29-28、29-28）
第8試合 ヘビー級 5分3R
○  ホドリゴ・ナシメント vs.  ドンテイル・メイエス ×
3R終了 判定3-0（30-27、29-28、29-28）
第9試合 ウェルター級 5分3R
○  ニコラス・ダルビー vs.  ガブリエル・ボンフィム ×
2R 4:33 TKO（右膝蹴り→パウンド）
第10試合 ミドル級 5分3R
○  ジャイルトン・アウメイダ vs.  デリック・ルイス ×
5R終了 判定3-0（50-44、50-44、50-45）

### 各賞
ファイト・オブ・ザ・ナイト：ニコラス・ダルビー vs. ガブリエル・ボンフィム
パフォーマンス・オブ・ザ・ナイト：エルブス・ブレナー、ビトー・ペトリーノ
各選手にはボーナスとして5万ドルが授与された。

### カード変更
負傷などによるカードの変更は以下の通り。